# Василиј III Иванович
Василиј III Иванович (рус. Василий III Иванович), велики кнез Василије III Иванович, по директном имену - Гаврило, у монаштву - Варлаам (25. март 1479, Москва, Велика Кнежевина Московска - 3. децембар 1533, Москва, Велика Кнежевина Московска) - велики кнез Владимира и Москве 1505-1533. године, суверен целе Русије. Велики кнез Василије III је наставио очеву политику „сакупљања руских земаља“ и постепеног укидања апанажних кнежевина. Његов највећи успех у сталном сукобу са Великим војводством Литванијом био је заузимање Смоленска 1514. године; Псковска Република и Рјазањска кнежевина су такође припојене уједињеној руској држави. Током његове владавине, односи са пост-хордским ентитетима – Кримским и Казанским канатима – постали су знатно лошији.
Био је други од пет синова великог кнеза Ивана III и велике кнегиње Софије Палеолог. Током своје ране младости он се налази у средишту дворских сплетки за власт које га настоје поставити за будућег великог кнеза уместо Ивановог унука кнеза Димитрија.
Након смрти његовог оца великог кнеза Ивана III 27. октобра 1505. године Василиј III постаје делимично оспорени велики кнез Москве. Тек смрћу свога синовца кнеза Димитрија 1509. године, његова је власт потврђена. Без обзира на те првобитне проблеме одмах по преузимању власти велики кнез Василије III наставља ширење велике руске кнежевине. Године 1510. осваја област Псков, чији истоимени главни град постаје други по величини град велике кнежевине Москве.
Деспина Ангелина Бранковић је одржавала односе с московским великим кнезом Василијем III, којем се обраћала за помоћ почетком XVI века и којег је молила да узме светогорске манастире под покровитељство, што се и десило.
Године 1514. заузима Смоленск. Као одговор на ту победу започиње мобилизација Пољско-литванских снага које 8. септембра 1514. године, у бици код Орше побеђују и масакрирају Московску војску од 40.000 војника. Ефекат тога пораза је заустављање даљег ширења државе великог кнеза Василија III, који ће убрзо потписати мир са опасним противником. Тадашњу војну слабост државе искоришћава Кримски канат чија војска долази 1519. године све до Москве где јој је велики кнез Василије III био принуђен да плати откупнину да се врати кући.
Потреба враћања барем слике негдашњег сјаја резултује освајањем области Рјазан 1521. године, и Северног Новгорода годину дана касније. До краја његове владавине десетак година мира помаже државном опоравку тако да је она у могућности 1531. године наметнути Татарском канату свога кандидата на власт.
Пошто није имао наследника са првом женом великом кнегињом Соломоном, велики кнез Василије III се раставља 1525. године, а недуго затим поново жени кнегињом Јеленом Глински 1526. године. У другом браку му се напокон 1530. године рађа дубоко прижељкивани син Иван Грозни. Године 1533. рађа му се и други син по имену Јуриј.
Велики кнез Василије III је умро 3. децембра 1533. године од тровање крви. Непосредно пре смрти одредио је за наследника свога сина Ивана а своју супругу велику кнегињу Јелену за његовог намесника.
Владавина великог кнеза Василија III је запамћена као ера грађевинског бума у Русији, која је започела још за време владавине његовог оца великог кнеза Ивана III. У Москви су у његово време изграђени Кремљ, храм светих Арханђела и Вазнесењска Црква. Направљени су утврђени градови у Тули, Нижњи Новгород, Коломна, и други градови. Успостављена су нова насеља, утврђења, тврђаве.

## Титуле
Пуна титула великог кнеза Василија III после 1514. године, коришћена у повељама православнима на Медитерану, изгледала је овако:
"Велики Господар Василије, милошћу Божјом једини прави Господар целе Русије и многих других земаља Истока и Севера, и Велики Кнез Владимирски, Московски, Новгородски, Псковски, Смоленски, Тверски, Југорски, Пермски, Вјатски, Бугарски и други, Господар и Велики Кнез Новгородски Низовске земље и Черниговске, и Рјазањске, и Волоцке, и Ржевске, и Белске, и Ростовске, и Јарославске, и Белозерске, и Удорске, и Обдорске, и Кондинске и други".
За разлику од свог сина, није званично прихватио титулу цара, због чега га је похвалио игуман Новгородског Хутинског манастира, Теодосије: „У свему нам је показивао лик владара, смирења ради није себе називао царем“ , међутим, у документима о дипломатским односима са Светим Римским Царством његова титула је писана као „велики владар Василије, милошћу Божјом, цар и владар целе Русије и велики кнез“, такође је користио краљевску титулу у преписци са Тевтонским и Ливонским редом и Данском, а након анексије Пскова почео је тамо да кује новчиће са речју „цар“ и да користи краљевску титулу у повељама псковским манастирима.
Напомиње се да је „цар“ у овој фази била почасна титула и да је установљена као званична титула тек почев од крунисања великог кнеза Ивана IV Грозног 1547. године.
У споразуму из 1514. године са царем Максимилијаном I, по први пут у историји Русије, назван је царем („кајзером“) Руса на међудржавном нивоу. Повељу цара Максимилијана I, којом је велики кнез Василија III проглашен царем, објавио је цар Петар I као инсигнију за своја лична права да буде крунисан за цара.

## Биографија
Василије је рођен 25. марта 1479. године у породици великог кнеза Московског Ивана III и добио је „директно име“ Гаврило. Био је други син кнеза и најстарији син Иванове друге жене, велике кнегиње Софије Палеолог. Поред најстаријег, имао је још четири млађа брата:
- Јуриј Иванович, кнез Дмитрова (1480—1536);
- Димитриј Иванович Жилка, кнез Углички (1481—1521);
- Симеон Иванович, кнез Калуге (1487—1518);
- Андреј Иванович, кнез Старицки и Волоколамски (1490—1537).

Велики кнез Иван III, који је водио политику централизације, био је забринут због преноса власти преко линије најстаријег сина, уз ограничавање моћи млађих синова. Стога је већ 1470. године прогласио свог најстаријег сина од прве жене, кнеза Ивана Младог, својим савладаром. Међутим, 1490. године је умро од болести. На двору су се формирале две странке: једна се груписала око сина кнеза Ивана Младог, унука великог кнеза Ивана III, кнеза Димитрија Ивановича, и његове мајке, удовице кнеза Ивана Младог, кнегиње Јелене Стефановне, а друга око кнеза Василија и његове мајке велике кнегиње Софије.
У почетку је странка кнеза Димитрија Унука имала предност. У кругу кнеза Василија, не без учешћа његове мајке, скована је завера против кнеза Димитрија. Посебно су нека бојарска деца и чиновници који су подржавали велику кнегињу Софију, која није била баш популарна у Москви, целивали крст и заклели се на верност кнезу Василију и саветовали му да побегне са ризницом на север, пошто се прво обрачуна са кнезом Димитријем. Ова завера је разоткривена и њени учесници, укључујући Владимира Гусева, су погубљени. Кнез Василије и његова мајка велика кнегиња Софија пали су у немилост, по налогу великог кнеза Ивана III су удаљени из кнежевог присуства и одведени у притвор. Али велика кнегиња Софија није одустала. Чак су кружиле гласине да је бацила чини на великог кнеза Ивана III и чак покушала да га отрује. Кнез Димитрије Иванович је крунисан за великог кнеза - савладара 4. фебруара 1498. године, у Успенском сабору.
Међутим, присталице великог кнеза Димитрија Унука, не без Софијиних интрига, дошле су у сукоб са великим кнезом Иваном III. Године 1499, кнежеви Патрикијев и Рјаполовски били су међу главним савезницима великог кнеза Димитрија Унука.
„У лето 7007. године, велики кнез је наредио да се заробе његови бољари, кнез Иван Јуријевич са његовом децом и кнез Семјон Иванович Рјаполовски; и наредио је да се погуби кнез Семјон Иванович Рјаполовски, одсекли су му главу на реци у Москви, испод моста, 5. фебруара, у уторак; и поштедео је кнеза Ивана Јуријевича од погубљења, послао га је монасима у Тројицки манастир, а сина његовог, кнеза Василија Ивановича Кривог, послао је у манастир у Кирилов на Белоозеру.“
На крају, прогонство је задесило и самог великог кнеза Димитрија и његову мајку кнегињу Јелену 1502. године. 21. марта 1499. године, кнез Василије је проглашен за великог кнеза Новгорода и Пскова, а 14. априла 1502. године за великог кнеза Москве и Владимира и самодржца Целе Русије, односно постао је очев савладар. Након Иванове смрти 1505. године, кнез Димитрије је окован и умро је 1509. године. Велики кнез Василије III се више није плашио губитка власти.
Његов први брак је договорио његов отац велики кнез Иван III, који је у почетку покушао да му пронађе невесту у Европи, али потрага је била безуспешна. Било је потребно изабрати између 1.500 племенитих девојака које су у ту сврху представљене двору из целе земље. Отац прве жене великог кнеза Василија III велике кнегиње Соломоније, Јуриј Константинович Сабуров, био је писар Обоњешке пятине Новгородске земље, унук бољара Фјодора Сабура. После ћеркиног венчања, постао је бољар, а другу ћерку је удао за стародубског кнеза. По први пут у руској историји, владајући монарх је за жену узео не представницу кнежевске аристократије или страну принцезу, већ жену из више класе „служних људи“.
Пошто је први брак био неплодан, велики кнез Василије III се 1525. године развео и почетком следеће године, 1526. године, оженио се кнегињом Јеленом Глинском, ћерком литванског кнеза Василија Лавовича Глинског. За своје венчање са њом, он је очигледно био први међу московским владарима који је обријао браду, што је изазвало жестоку дебату у црквеним круговима, која се завршила на Стоглавском сабору 1551. године, којим је бријање строго забрањено. У почетку, ни нова жена није могла да затрудни, али су на крају, 25. августа 1530. године, добили сина, Ивана, будућег цара Ивана IV Грозног, а затим и другог сина, Јурија.
На путу за Волоколамск у октобру 1533. године, великом кнезу Василију III се појавио поткожни апсцес на левој бутини, који се развио веома брзо; лекари нису могли да пруже помоћ (могуће је да се радило о саркому у последњој фази, али такве дијагнозе нису постављане у XVI веку). Велики кнез Василије III, већ исцрпљен, одведен је у село Воробјово близу Москве. Схвативши да неће преживети, велики кнез Василије III је написао тестамент, позвао митрополита Данила и неколико бољара и замолио их да признају његовог трогодишњег сина Ивана за наследника престола. Трећег децембра 1533. године, пошто је претходно примио схиму, умро је од тровања крви.

## Унутрашња политика
Велики кнез Василије III је веровао да власт великог кнеза не треба ничим да буде ограничена. Уживао је активну подршку цркве у борби против феудалне бојарске опозиције, сурово се обрачунавајући са свима који су били незадовољни. Године 1521, митрополит Варлаам је прогнан због одбијања да учествује у Василијевој борби против кнеза Василија Ивановича Шемјачича; кнежеви Рјуриковичи Василиј Шујски и Иван Воротински су протерани. Дипломата и државник Иван Берсен-Беклемишев је погубљен 1525. године због критике Василијеве политике, наиме због отвореног одбацивања грчке иновације која је у Русију дошла са великом кнегињом Софијом Палеолог. Током владавине великог кнеза Василија III, земљишно племство се повећало, власти су активно ограничавале имунитет и привилегије бојара - држава је следила пут централизације. Међутим, деспотске карактеристике владавине, које су се већ у потпуности манифестовале под његовим оцемвеликим кнезом Иваном III и дедом великим кнезом Василијем II Мрачним, само су се појачале током владавине великог кнеза Василија III.
У црквеној политици, велики кнез Василије III је, током брака са великом кнегињом Соломонијом, подржавао непоседнике, а након развода од ње и свађе око тога са својим саветником, монахом Васијаном, и другим црквеним и световним људима, почео је да подржава јосифите, који су подржавали њега. Максим Грк, Васијан Патрикијев и други непоседници осуђени су на црквеним саборима, неки на смрт, неки на затварање у манастире, због својих интрига и клевета против њих.
За време владавине великог кнеза Василија III, створени су „Закон о имањима“ и „Повеља о насељима“ (познати су из посредних извора, пошто сами документи нису сачувани).
Према Херберштајну, власт коју је велики кнез Василије III имао над својим поданицима надмашила је све монархе света. На предњој страни његовог печата био је натпис: „Велики владар Василије, милошћу Божјом, цар и господар све Русије.“ На полеђини је писало: „Владимира, Москве, Новгорода, Пскова, Твера, Југорска, Перма и многих земаља, Господар.“
Василијева владавина била је доба грађевинског бума у Русији, који је почео током владавине његовог оца. У Московском Кремљу подигнута је Архангелска црква, а у Коломенском је изграђена црква Вазнесења Господњег. Камена утврђења се граде у Тули, Нижњем Новгороду, Коломни и другим градовима. Оснивају се нова насеља, утврђења и тврђаве.

## Уједињење руских земаља
Велики кнез Василије III је, у својој политици према другим кнежевинама, наставио очеву политику окупљања руских земаља.
Године 1509, док је био у Великом Новгороду, велики кнез Василије III је наредио псковском градоначелнику и другим представницима града, укључујући све подносиоце петиције који су били незадовољни њима, да се окупе код њега. По доласку почетком 1510. године на празник Богојављења Господњег, Псковљани су оптужени за неповерење према великом кнезу Василију III, а њихови гувернери су погубљени. Псковљани су били приморани да замоле великог кнеза Василија III да их прими у своје наслеђе. Велики кнез Василије III је наредио да сесабор откаже. На последњем сабору у историји Псковске Републике, одлучено је да се не пружа отпор и да се испуне Василијеви захтеви. 13. јануара саборско звоно је скинуто и са сузама послато прво у Снетогорски манастир, а затим у Москву. Велики кнез Василије III је стигао у Псков 24. јануара и поступао је према њима на исти начин као што је његов отац поступао са Новгородском републиком 1478. године. 300 најплеменитијих породица града пресељено је на московске земље, а њихова села су дата московским службеницима.
Дошао је ред на Рјазањ, који је дуго био у сфери утицаја Москве. Године 1517, велики кнез Василије III је позвао у Москву рјазањског кнеза Ивана Ивановича, који је покушавао да склопи савез са кримским каном Менглијем, и наредио да га ставе под стражу (касније је кнез Иван замонашен и затворен у манастир), а његово наследство је преузео за себе 1521. године. После Рјазања, припојена је Стародубска кнежевина, а 1523. Новгород-Северски, са чијим кнезом Василијем Ивановичем Шемјачичем су поступили на исти начин као и са рјазањским кнезом - он је затворен у Москви.

## Спољна политика
На почетку своје владавине, велики кнез Василије III је морао да започне рат са Казањем. Кампања је била неуспешна, руски пукови, којима је командовао Василијев брат, углички кнез Дмитрије II Иванович Жилка, били су поражени, али су Казањци тражили мир, који је закључен 1508. године. Истовремено, велики кнез Василије III, искористивши немире у Литванији након смрти литванског великог војводе Александра, изнео је своју кандидатуру за Гедиминов престо. Године 1508, побуњени литвански бољар кнез Михаило Глински је веома топло дочекан у Москви. Рат са Литванијом довео је до прилично повољног мира за московског великог кнеза 1509. године, према којем су Литванци признали освајања његовог оца.
Године 1512. почео је нови рат са Литванијом. 19. децембра велики кнез Василије III, кнез Јуриј Иванович и кнез Дмитрије II Жилка кренули су у поход. Смоленск је био опседнут, али није могао бити заузет, и руска војска се вратила у Москву у марту 1513. године. 14. јуна велики кнез Василије III је поново кренуо у поход, али, пошто је послао своје команданте у Смоленск, сам је остао у Боровску, чекајући да види шта ће се даље десити. Смоленск је поново био опкољен, а његов гувернер, Јуриј Сологуб, поражен је на отвореном пољу. Тек након тог пораза, велики кнез Василије III је лично преузео команду над војском. Али и ова опсада је била неуспешна: опседнути су успели да обнове оно што је уништено. Након што је опустошио предграђе града, велики кнез Василије III је наредио повлачење и вратио се у Москву у новембру. 8. јула 1514. године војска предвођена великим кнезом Василијем III кренула је по трећи пут ка Смоленску; Овај пут, великог кнеза Василија III су пратили његова браћа кнез Јуриј и кнез Симеон. Нова опсада је почела 29. јула. Артиљерија, којом је командовао топџија Стефан, нанела је велике губитке опкољенима. Истог дана, Сологуб и градско свештенство дошли су код великог кнеза Василија III и сложили се да предају град. Дана 31. јула, становници Смоленска су се заклели на верност великом кнезу Василију III, а велики кнез Василије III је ушао у град 1. августа. Заузимање Смоленска, које је био резултат три смоленска похода, постало је највећи војни успех великог кнеза Василија III у западном правцу током целе његове владавине.
Убрзо су заузети околни градови: Мстиславл, Кричев, Дубровна. Али кнез Михаило Глински, коме пољске хронике приписују успех треће кампање, ступио је у односе са краљем Сигисмундом I. Очекивао је да ће Смоленск добити од великог кнеза Василија III као феуд, али је суверен одлучио другачије. Врло брзо је завера разоткривена, а сам кнез Михаило Глински је затворен у Москви. Нешто касније, руска војска, којом је командовао Иван Чељадинов, претрпела је тежак пораз код Орше, али Литванци никада нису успели да поврате Смоленск.
Године 1518, Шах Али Кан, који је био пријатељски настројен према Москви, постао је Казањски Кан, али није дуго владао: 1521. године га је свргнуо кримски штићеник Сахиб Гирај. Исте године, испуњавајући савезничке обавезе према краљу Жигмунду I, кримски кан Мехмед I Гирај је објавио поход против Москве. Заједно са њим, казански кан Сахиб је кренуо из својих земаља; близу Коломне, Кримљани и Казањани су ујединили своје војске. Руска војска под вођством кнеза Димитрија Белског претрпела је пораз на реци Оки и била је приморана на повлачење. Татари су се приближили зидинама престонице. У то време, велики кнез Василије III је напустио престоницу и отишао у Волоколамск да окупи војску. Кан Мехмед I Гиреј није имао намеру да освоји град: након што је опустошио подручје, окренуо се назад на југ, плашећи се астраханског народа и војске коју је окупио велики кнез Василије III, међутим, понео је писмо од великог кнеза Василија III у којем је навео да се признаје као лојални вазал Крима. На повратку, након што је опсео Перејаслављ-Рјазански, који је бранио гувернер Хабар Симски, кан Мехмед I је, на основу овог писма, почео да захтева предају града. Али, пошто је замолио татарске амбасадоре да дођу у његов штаб са овом писаном обавезом, Иван Васиљевич Образец-Добрински (то је било презиме породице Хабар) је задржао писмо и растерао татарску војску топовима.
Године 1522, Кримљани су поново били очекивани у Москви; велики кнез Василије III и његова војска су чак стајали на Оки. Кан Mехмед I никада није дошао, али опасност из степе није прошла. Стога је исте 1522. године велики кнез Василије III закључио примирје са Литванцима, према којем је Смоленск остао под контролом Москве. Казањци се и даље нису смирили. Године 1523, у вези са још једним масакром руских трговаца у Казању, велики кнез Василије III је најавио нову кампању. Након што је уништио Казањски канат, на повратку је основао град Василсурск на Сури, који је требало да постане ново поуздано место за трговину са казанским Татарима. Године 1524, након трећег похода на Казањ, кан Сахиб Гирај, савезник Крима, је свргнут, а Сафа Гирај је проглашен за кана уместо њега.
Године 1527. одбијен је напад кана Ислама I Гираја на Москву. Руске трупе су заузеле одбрамбене положаје 20 км од Оке. Опсада Москве и Коломне трајала је пет дана, након чега је московска војска прешла Оку и поразила кримску војску на реци Осетр. Још једна степска инвазија је одбијена.
Године 1531, на захтев становника Казања, касимовски бег Џан-Али Кан је проглашен за кана, али није дуго владао - након Василијеве смрти, збацило га је локално племство.

## Брак и деца
Супруге
- Соломонија Јурјевна Сабурова (од 4. септембра 1505. до новембра 1525. године).
- Јелена Васиљевна Глинска (од 21. јануара 1526. године).

Деца (обојица из другог брака): Иван IV Грозни (1530—1584) и Јуриј (1532—1563). Према легенди, из његовог првог брака, након што се велика кнегиња Соломонија замонашила, рођен је син Георгије.

## Филмови
- У ТВ серији „Иван Грозни“ (2009, режија Андреј Ешпај), улогу великог кнеза Василија III играо је Владислав Ветров. У ТВ серији „Софија“ (2016), улогу великог кнеза Василија III као детета играо је Анатолиј Наумов.

## У филателији
Руска пошта је 1996. године издала поштанску марку посвећену великом кнезу Василију III.

## Породично стабло
|  |                                                                              |  |  |  |  |  |  |  |  |  |  |  |  |  |  |  |
|  | 16. Дмитриј Донски                                                           |  |  |  |  |  |  |  |  |  |  |  |  |  |  |  |
|  |                                                                              |  |  |  |  |  |  |  |  |  |  |  |  |  |  |  |
|  |                                                                              |  |  |  |  |  |  |  |  |  |  |  |  |  |  |  |
|  | 8. Василиј I Дмитријевич                                                     |  |  |  |  |  |  |  |  |  |  |  |  |  |  |  |
|  |                                                                              |  |  |  |  |  |  |  |  |  |  |  |  |  |  |  |
|  |                                                                              |  |  |  |  |  |  |  |  |  |  |  |  |  |  |  |
|  | 17. Eudoxia Dmitriyevna of Suzdal                                            |  |  |  |  |  |  |  |  |  |  |  |  |  |  |  |
|  |                                                                              |  |  |  |  |  |  |  |  |  |  |  |  |  |  |  |
|  |                                                                              |  |  |  |  |  |  |  |  |  |  |  |  |  |  |  |
|  | 4. Василиј II Слепи                                                          |  |  |  |  |  |  |  |  |  |  |  |  |  |  |  |
|  |                                                                              |  |  |  |  |  |  |  |  |  |  |  |  |  |  |  |
|  |                                                                              |  |  |  |  |  |  |  |  |  |  |  |  |  |  |  |
|  | 18. Витолд                                                                   |  |  |  |  |  |  |  |  |  |  |  |  |  |  |  |
|  |                                                                              |  |  |  |  |  |  |  |  |  |  |  |  |  |  |  |
|  |                                                                              |  |  |  |  |  |  |  |  |  |  |  |  |  |  |  |
|  | 9. Софија од Литваније                                                       |  |  |  |  |  |  |  |  |  |  |  |  |  |  |  |
|  |                                                                              |  |  |  |  |  |  |  |  |  |  |  |  |  |  |  |
|  |                                                                              |  |  |  |  |  |  |  |  |  |  |  |  |  |  |  |
|  | 19. Ана, велика кнегиња Литваније                                            |  |  |  |  |  |  |  |  |  |  |  |  |  |  |  |
|  |                                                                              |  |  |  |  |  |  |  |  |  |  |  |  |  |  |  |
|  |                                                                              |  |  |  |  |  |  |  |  |  |  |  |  |  |  |  |
|  | 2. Иван III Васиљевич                                                        |  |  |  |  |  |  |  |  |  |  |  |  |  |  |  |
|  |                                                                              |  |  |  |  |  |  |  |  |  |  |  |  |  |  |  |
|  |                                                                              |  |  |  |  |  |  |  |  |  |  |  |  |  |  |  |
|  | 20. Vladimir Andrejevich, Prince of Serpukhov and Borovsk                    |  |  |  |  |  |  |  |  |  |  |  |  |  |  |  |
|  |                                                                              |  |  |  |  |  |  |  |  |  |  |  |  |  |  |  |
|  |                                                                              |  |  |  |  |  |  |  |  |  |  |  |  |  |  |  |
|  | 10. Yaroslav Vladimirovich, Prince of Serpukhov, Borovsk and Maloyaroslavets |  |  |  |  |  |  |  |  |  |  |  |  |  |  |  |
|  |                                                                              |  |  |  |  |  |  |  |  |  |  |  |  |  |  |  |
|  |                                                                              |  |  |  |  |  |  |  |  |  |  |  |  |  |  |  |
|  | 21. Elena of Lithuania                                                       |  |  |  |  |  |  |  |  |  |  |  |  |  |  |  |
|  |                                                                              |  |  |  |  |  |  |  |  |  |  |  |  |  |  |  |
|  |                                                                              |  |  |  |  |  |  |  |  |  |  |  |  |  |  |  |
|  | 5. Maria Yaroslavna of Borovsk                                               |  |  |  |  |  |  |  |  |  |  |  |  |  |  |  |
|  |                                                                              |  |  |  |  |  |  |  |  |  |  |  |  |  |  |  |
|  |                                                                              |  |  |  |  |  |  |  |  |  |  |  |  |  |  |  |
|  | 22. Feodor Feodorovich "Goltiay" Koshkin                                     |  |  |  |  |  |  |  |  |  |  |  |  |  |  |  |
|  |                                                                              |  |  |  |  |  |  |  |  |  |  |  |  |  |  |  |
|  |                                                                              |  |  |  |  |  |  |  |  |  |  |  |  |  |  |  |
|  | 11. Maria Feodorovna Goltiayeva Koshkina                                     |  |  |  |  |  |  |  |  |  |  |  |  |  |  |  |
|  |                                                                              |  |  |  |  |  |  |  |  |  |  |  |  |  |  |  |
|  |                                                                              |  |  |  |  |  |  |  |  |  |  |  |  |  |  |  |
|  | 1. Василиј III Иванович                                                      |  |  |  |  |  |  |  |  |  |  |  |  |  |  |  |
|  |                                                                              |  |  |  |  |  |  |  |  |  |  |  |  |  |  |  |
|  |                                                                              |  |  |  |  |  |  |  |  |  |  |  |  |  |  |  |
|  | 24. Јован V Палеолог                                                         |  |  |  |  |  |  |  |  |  |  |  |  |  |  |  |
|  |                                                                              |  |  |  |  |  |  |  |  |  |  |  |  |  |  |  |
|  |                                                                              |  |  |  |  |  |  |  |  |  |  |  |  |  |  |  |
|  | 12. Манојло II Палеолог                                                      |  |  |  |  |  |  |  |  |  |  |  |  |  |  |  |
|  |                                                                              |  |  |  |  |  |  |  |  |  |  |  |  |  |  |  |
|  |                                                                              |  |  |  |  |  |  |  |  |  |  |  |  |  |  |  |
|  | 25. Јелена Кантакузин                                                        |  |  |  |  |  |  |  |  |  |  |  |  |  |  |  |
|  |                                                                              |  |  |  |  |  |  |  |  |  |  |  |  |  |  |  |
|  |                                                                              |  |  |  |  |  |  |  |  |  |  |  |  |  |  |  |
|  | 6. Тома Палеолог                                                             |  |  |  |  |  |  |  |  |  |  |  |  |  |  |  |
|  |                                                                              |  |  |  |  |  |  |  |  |  |  |  |  |  |  |  |
|  |                                                                              |  |  |  |  |  |  |  |  |  |  |  |  |  |  |  |
|  | 26. Константин Драгаш Дејановић                                              |  |  |  |  |  |  |  |  |  |  |  |  |  |  |  |
|  |                                                                              |  |  |  |  |  |  |  |  |  |  |  |  |  |  |  |
|  |                                                                              |  |  |  |  |  |  |  |  |  |  |  |  |  |  |  |
|  | 13. Јелена Драгаш                                                            |  |  |  |  |  |  |  |  |  |  |  |  |  |  |  |
|  |                                                                              |  |  |  |  |  |  |  |  |  |  |  |  |  |  |  |
|  |                                                                              |  |  |  |  |  |  |  |  |  |  |  |  |  |  |  |
|  | 3. Софија Палеолог                                                           |  |  |  |  |  |  |  |  |  |  |  |  |  |  |  |
|  |                                                                              |  |  |  |  |  |  |  |  |  |  |  |  |  |  |  |
|  |                                                                              |  |  |  |  |  |  |  |  |  |  |  |  |  |  |  |
|  | 28. Andronikos Asen Zaccaria                                                 |  |  |  |  |  |  |  |  |  |  |  |  |  |  |  |
|  |                                                                              |  |  |  |  |  |  |  |  |  |  |  |  |  |  |  |
|  |                                                                              |  |  |  |  |  |  |  |  |  |  |  |  |  |  |  |
|  | 14. Центурионе II Захарија                                                   |  |  |  |  |  |  |  |  |  |  |  |  |  |  |  |
|  |                                                                              |  |  |  |  |  |  |  |  |  |  |  |  |  |  |  |
|  |                                                                              |  |  |  |  |  |  |  |  |  |  |  |  |  |  |  |
|  | 29. Daughter of Erard III Le Maure, Baron of Arcadia                         |  |  |  |  |  |  |  |  |  |  |  |  |  |  |  |
|  |                                                                              |  |  |  |  |  |  |  |  |  |  |  |  |  |  |  |
|  |                                                                              |  |  |  |  |  |  |  |  |  |  |  |  |  |  |  |
|  | 7. Катарија Захарија                                                         |  |  |  |  |  |  |  |  |  |  |  |  |  |  |  |
|  |                                                                              |  |  |  |  |  |  |  |  |  |  |  |  |  |  |  |
|  |                                                                              |  |  |  |  |  |  |  |  |  |  |  |  |  |  |  |
|  | 30. Леонардо II Токо                                                         |  |  |  |  |  |  |  |  |  |  |  |  |  |  |  |
|  |                                                                              |  |  |  |  |  |  |  |  |  |  |  |  |  |  |  |
|  |                                                                              |  |  |  |  |  |  |  |  |  |  |  |  |  |  |  |
|  | 15. Creusa Tocco                                                             |  |  |  |  |  |  |  |  |  |  |  |  |  |  |  |
|  |                                                                              |  |  |  |  |  |  |  |  |  |  |  |  |  |  |  |
|  |                                                                              |  |  |  |  |  |  |  |  |  |  |  |  |  |  |  |